# Nicaise (évêque de Reims)
Pour les articles homonymes, voir Nicaise.
Ne doit pas être confondu avec Nicaise (apôtre du Vexin).
Nicaise est le onzième évêque de Reims.
Le nom Nicaise, Nicasius en latin, est un dérivé du grec nikê (= victoire).
C'est lui qui fonda dans sa ville épiscopale une église consacrée à la sainte Vierge, sur les vestiges de laquelle s'élève la cathédrale de Reims. 
Sa mort est datée de 407 selon les uns, de 451 selon les autres. Il aurait été massacré par les Vandales dans le premier cas, par les Huns dans le second. Il fait partie des saints dits céphalophores : « une fois que les barbares lui eurent coupé la tête, il se saisit de celle-ci et la porta jusqu'au lieu de son tombeau. » C'est du moins ce que rapporte sa légende, reproduite au tympan du portail des saints de la cathédrale de Reims. La même journée, les barbares massacrèrent aussi sa sœur, sainte Eutropie, et ses diacres saint Jocond et saint Florent. 
Le premier récit connu de sa passion fut rédigé dans la seconde moitié du IXe siècle,.
Saint Nicaise est le patron de la ville de Reims. Fêté le 14 décembre.

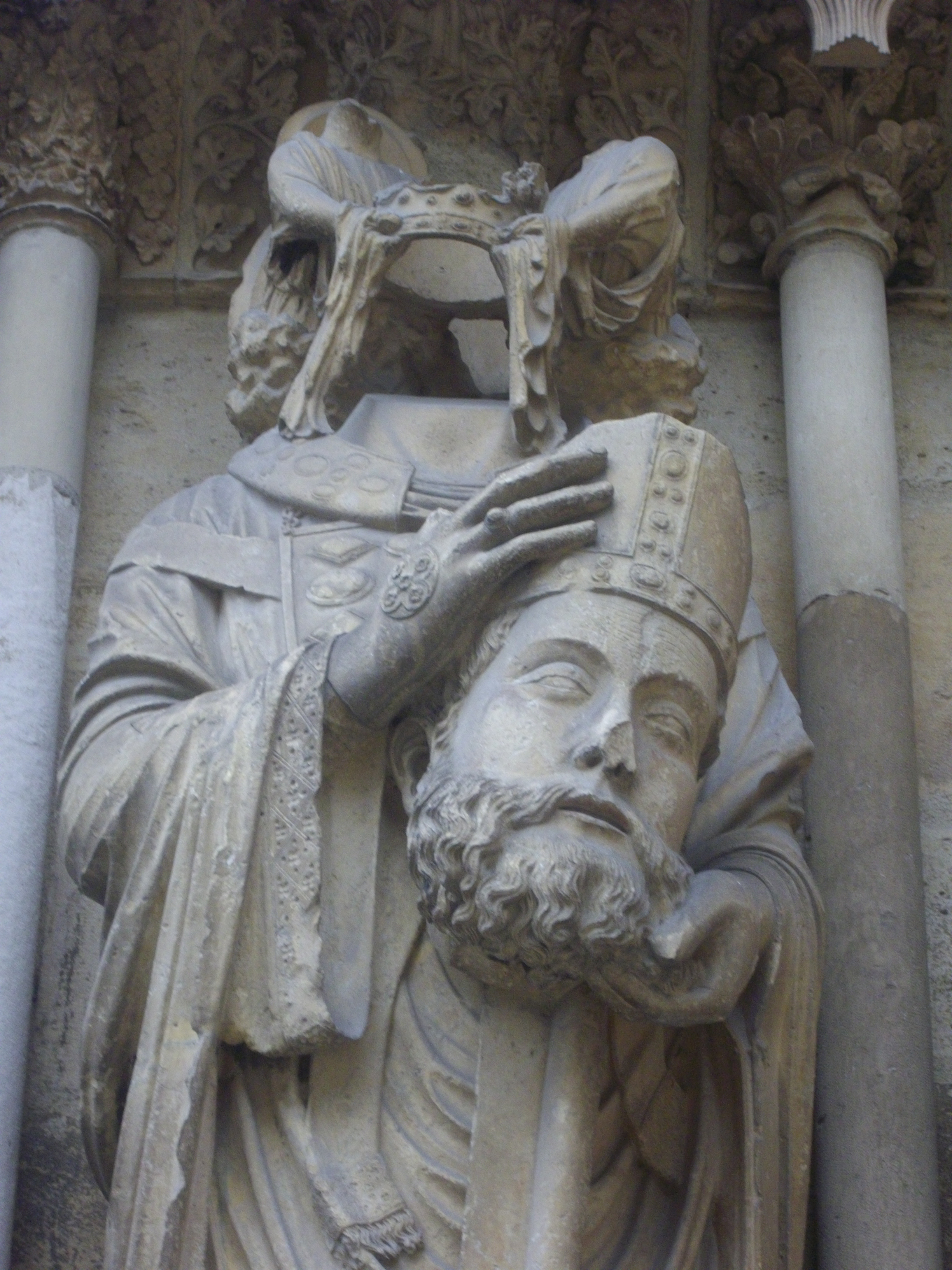
Nicaise sur le portail des saints,
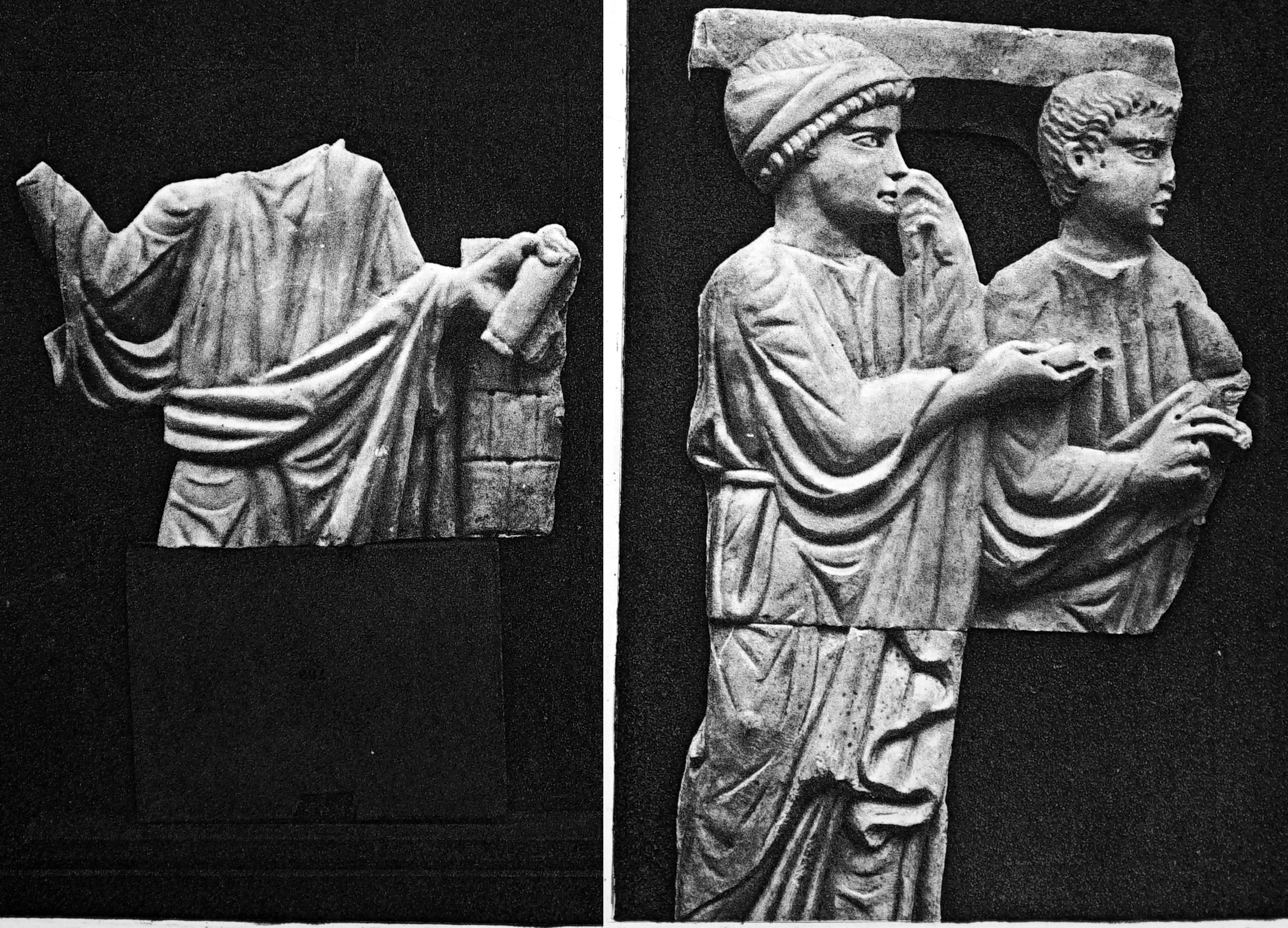
parties de son tombeau,
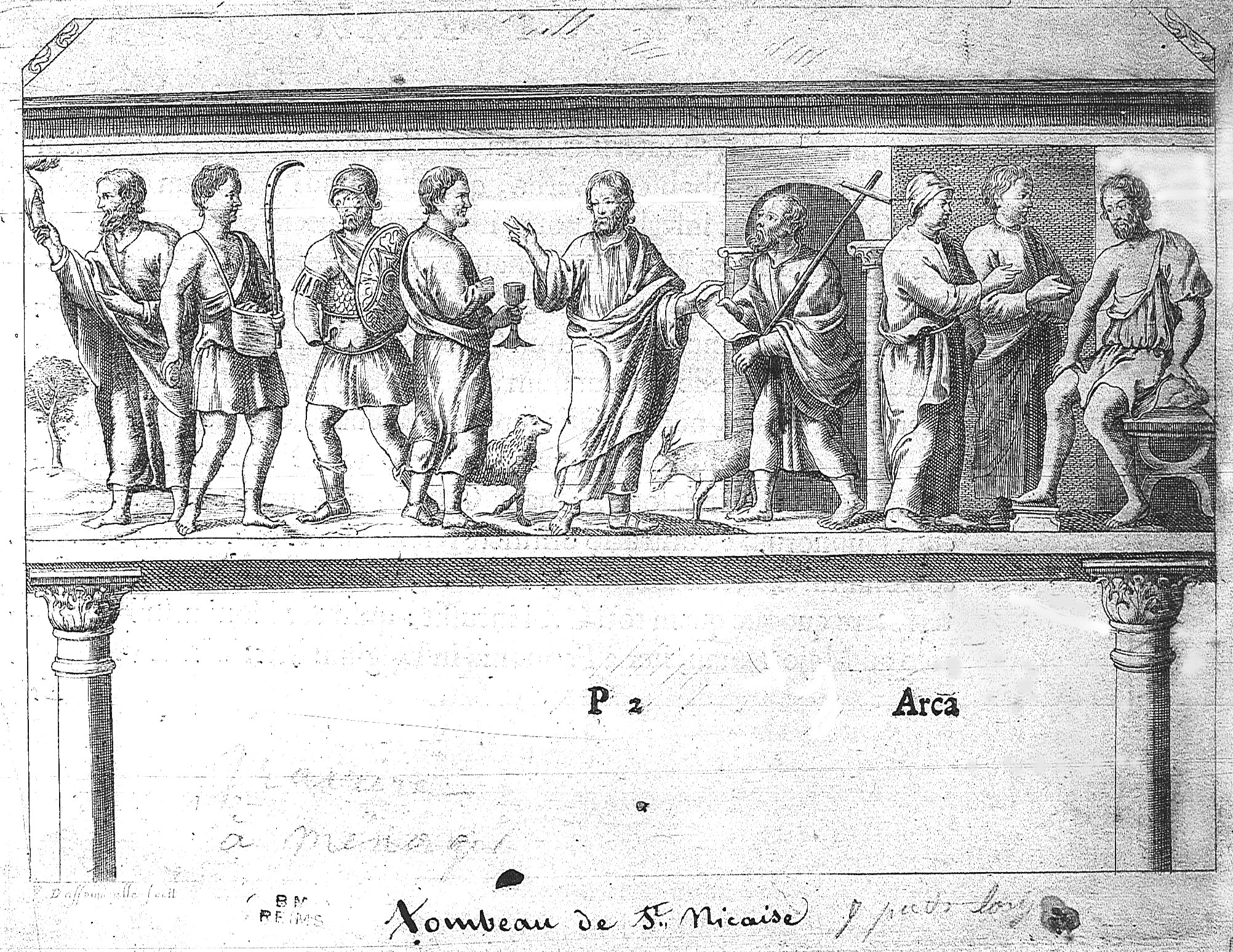
Le cénotaphe de Nicaise et de sa sœur Eutrope, église st-Nicaise, Bibliothèque de Reims.